# Chenoa (cantante)
Chenoa, pseudonimo di María Laura Corradini Falomir (Mar del Plata, 25 giugno 1975), è una cantante argentina con cittadinanza spagnola.

## Biografia
Chenoa è nata in Argentina, ma già all'età di otto anni si è trasferita con la famiglia in Spagna e precisamente a Maiorca. I suoi genitori hanno origini italiane e libanesi.
Nel 2002 è giunta quarta nella prima edizione del talent show spagnolo Operación Triunfo, vinto in quell'occasione da Rosa López. Dal 2003 al 2005 è stata legata sentimentalmente al collega David Bisbal, conosciuto nel corso del programma.
Il suo primo album, l'eponimo Chenoa, è uscito nell'aprile 2002 in Spagna, trainato dal singolo Atrévete. Il disco ha ottenuto un gran successo sia in Spagna che in Argentina. Il successivo disco, registrato unplugged, è Mis canciones favoritas (2003).
Il secondo album in studio è invece Soy mujer (2003), in cui sono inclusi i singoli En tu cruz me clavaste, Soy lo que me das, Siete pétalos e Dame. Nel periodo maggio-dicembre 2004 ha intrapreso un tour che ha toccato anche Paesi come Venezuela, Porto Rico, Argentina, Costa Rica, Panama e Repubblica Dominicana.
L'album Nada es igual, terzo disco in studio uscito nel novembre 2005, è stato prodotto da Dado Parisini, già collaboratore di Laura Pausini, Nek e Tears for Fears, ed è stato registrato a Milano. Il primo singolo estratto è stato Rutinas.
Nell'ottobre 2007 esce il suo quarto album Absurda cenicienta.
Duele, uscito nel luglio 2009, è il primo estratto dall'album Desafiando la gravedad, diffuso nell'ottobre seguente. 
Nel 2011 viene scelta da Andrea Bocelli per aprire alcune tappe del suo tour mondiale. Nel novembre dello stesso anno pubblica l'EP Como un fantasma.
Dal settembre 2012 al 2013 prende parte al programma radiofonico spagnolo Atrévete. Nel settembre 2013 esce il suo sesto disco in studio Otra dirección, uscito anche in lingua inglese.
Dal 2016, diventa una dei quattro giurati nel talent Tu cara me suena.
La rivista People with Money ha stimato che l'artista ha guadagnato 58 milioni di dollari tra il marzo 2015 e il marzo 2016 ed ha stimato il suo patrimonio netto in circa 185 milioni di dollari.

## Discografia

### Album in studio
- 2002 - Chenoa
- 2003 - Soy mujer
- 2005 - Nada es igual
- 2007 - Absurda cenicienta
- 2009 - Desafiando la gravedad
- 2013 - Otra dirección
- 2016 - Soy humana

### Album dal vivo
- 2003 - Mis canciones favoritas

### EP
- 2011 - Como un fantasma

### Singoli
- 2002 - Atrévete
- 2002 - Cuando tú vas
- 2002 - Yo te daré
- 2002 - El centro de mi amor
- 2003 - Desnuda frente a ti
- 2003 - En tu cruz me clavaste
- 2004 - Soy lo que me das
- 2004 - Siete pétalos
- 2004 - Dame
- 2004 - Soy mujer
- 2005 - Rutinas
- 2006 - Tengo para ti
- 2006 - Donde estés...
- 2007 - Todo irá bien
- 2008 - El bolsillo del revés
- 2008 - Absurda cenicienta
- 2009 - Duele
- 2009 - Buenas noticias
- 2011 - Como un fantasma
- 2013 - Quinta dimensión
- 2013 - Jurame
- 2016 - Soy humana
- 2016 - Tu y yo

### DVD
- 2006 - Contigo donde estés